# Juillet 1887

## Événements

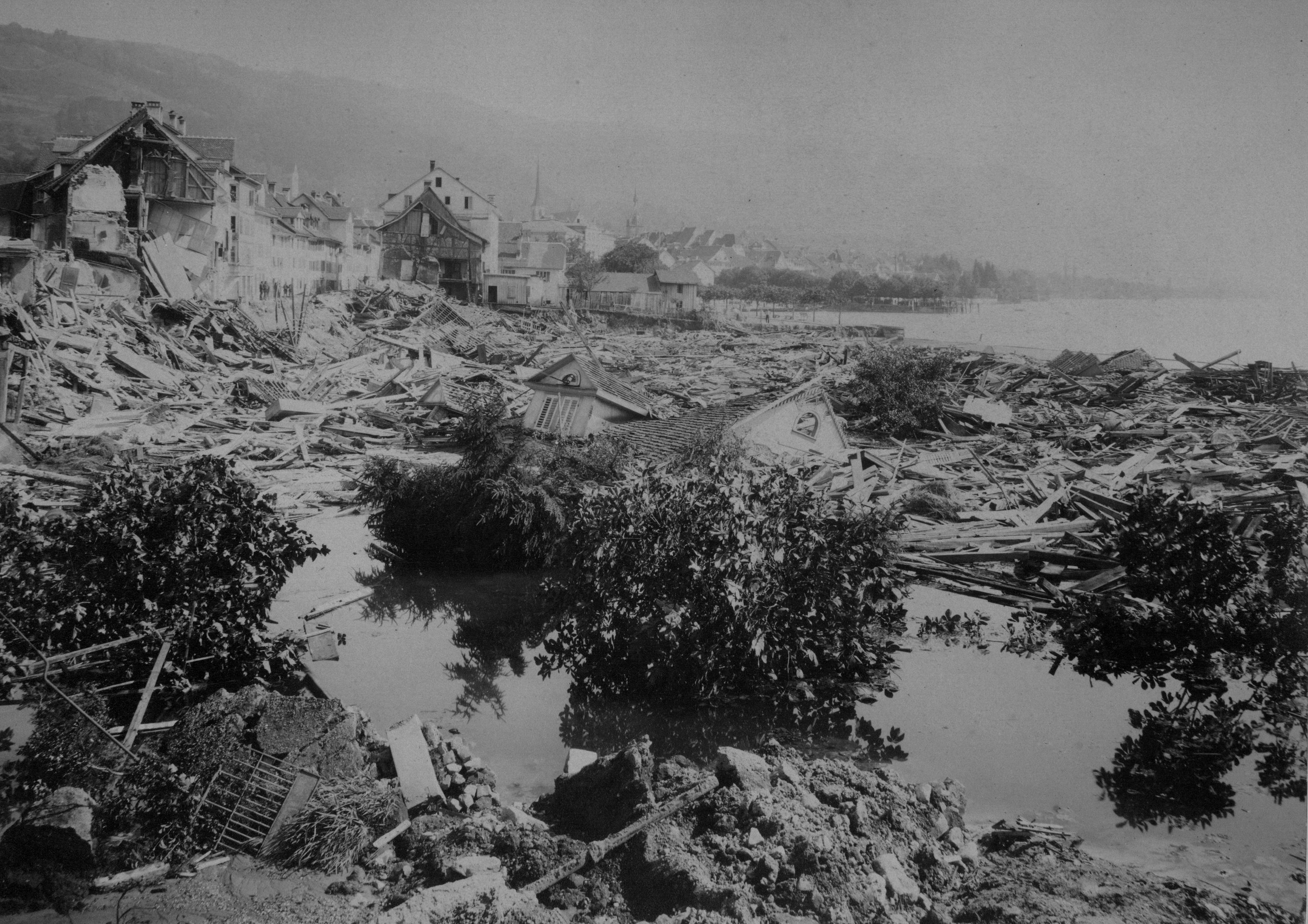
5 juillet : catastrophe de Zoug

- 5 juillet : une partie des faubourgs de Zoug s'enfoncent dans le lac. On déplore 15 victimes et 38 maisons sont détruites.

- 18 juillet :
  - Par décret, le code de l'indigénat commence à être entièrement appliqué en Nouvelle-Calédonie.
  - Début du montage métallique de la pile no 4 de la Tour Eiffel.
  - Le prince de Galles est nommé Admiral of the Fleet.
  - Fondation de la Sociedad Cosmopolita de Resistencia y Colocación de Obreros Panaderos (es), premier syndicat de boulangers d'Argentine.

- 20 juillet : les Ishaq et les Darod de Somalie passent sous protectorat britannique. Ces populations, qui ont émigré d’Arabie au XVe siècle, vivent sur les côtes africaines du golfe d’Aden. Les Somalis continuent de progresser vers l’Éthiopie, le Kenya et la région de Djibouti.

- 26 juillet : sous le pseudonyme Dr Esperanto, Louis-Lazare Zamenhof publie l'ouvrage Langue Internationale, qui marque la naissance de la langue auxiliaire espéranto.

## Naissances
- 7 juillet : Marc Chagall, peintre français d'origine russe († 28 mars 1985).
- 18 juillet : Vidkun Quisling, homme politique norvégien
- 28 juillet : Marcel Duchamp, artiste († 2 octobre 1968).
- 29 juillet : Komako Kimura, actrice japonaise († 10 juillet 1980).

## Décès
- 16 juillet : Laurent-Guillaume de Koninck, paléontologue et chimiste belge (° 1809)
- 18 juillet : Robert M. T. Hunter, homme politique américain (78 ans)
- 20 juillet : Margaret Gillies, miniaturiste et aquarelliste écossaise (° 7 août 1803).